# Głuchówek (województwo mazowieckie)
Głuchówek – wieś w Polsce położona w województwie mazowieckim, w powiecie siedleckim, w gminie Przesmyki. Ma status sołectwa.
W latach 1975–1998 miejscowość administracyjnie należała do województwa siedleckiego.
Wierni Kościoła rzymskokatolickiego należą do parafii Parafia św. Michała Archanioła w Mordach.
Wieś tworzy ok. 50 zagród w tym 5 niezamieszkanych. 
Działające organizacje: Ochotnicza straż pożarna oraz 2 kółka różańcowe. Dzieci z Głuchówka uczęszczają do szkół w Przesmykach oraz – coraz częściej – w Mordach.